# Партитив
Партити́в (от лат. pars — часть), части́чный паде́ж или раздели́тельный паде́ж — грамматический падеж в некоторых языках, например, в финском, эстонском и удмуртском.
Эта форма склонения существительных, прилагательных, местоимений и числительных в основном используется для обозначения свойства «частичности».

## Русский партитив
В русском языке партитив, развившийся под прибалтийско-финским влиянием, называют «вторым родительным», поскольку лишь у ограниченного числа слов его форма отлична от родительного падежа.

Возьми-ка кофейку холодненького…— Ф. М. Достоевский. «Братья Карамазовы», часть вторая, книга четвёртая
В большинстве случаев в современном русском языке партитив может быть заменён родительным или винительным падежами, иногда возможно то и другое: вместо стакан сахару (партитив) — стакан сахара (родительный падеж); вместо налить чаю (партитив) — налить чая (родительный падеж), также налить чай (винительный падеж).

## Финский партитив
В финском языке партитив, наряду с номинативом, является самым важным падежом. Оба падежа выступают падежами подлежащего, дополнения и именной части сказуемого. Партитив указывает на частичный охват объекта действия:
- Luen kirjaa — Я читаю книгу

Окончания партитива в финском языке: -a/-ä, -ta/-tä, -tta/-ttä.
В финском языке партитив также выражает неопределенное количество чего-либо:
- Onko sinulla rahaa? — У тебя есть деньги?

Партитив используется также после слов, определяющих меру, степень и количество:
- Asunnossa on vähän tilaa — В квартире мало места
- Hänellä oli paljon rahaa — У него было много денег

Синтаксические функции слов, выраженных партитивом (значение и употребление партитива)
Подлежащее в партитиве
1) Подлежащее в партитивной падежной форме финского языка можно разделить на две группы:
а) в роли подлежащего выступают слова, относящиеся к делимым
Такое подлежащее обозначает неопределённое множество, выступает в партитиве единственного числа. Обычно стоит в абсолютном конце предложения:
- Pullossa on mehua — В бутылке сок
- Torille tuli kansaa — На площадь пришёл народ

б) в роли подлежащего выступают слова, относящиеся к неделимым
Чаще всего выступает в форме партитива множественного числа, при этом сказуемое всегда в форме единственного числа. Подлежащее стоит в конце предложения:
- Kadulla on autoja — На улице машины
- Täällä on onnellisia lapsia — Здесь счастливые дети

Подлежащее также выступает в форме партитива при обозначении неопределённого количества:
- Lapsia leikkii pihalla — Дети (неопределённое количество) играют во дворе
- Lapset leikkivät pihalla — Дети (известное количество) играют во дворе

2) Партитив употребляется при отрицании:
- Kadulla ei ole autoa — На улице нет машины
- Kadulla ei ole autoja — На улице нет машин

Сказуемое в партитиве
Партитив используется для выражения именной части составного сказуемого (предикативная часть), если:
а) подлежащее выражено неделимым существительным:
- Hän on maamme parhaita kirjailijoita — Он один из лучших писателей нашей страны
- Ruusut ovat punaisia — Розы — красные
- Me olemme venäläisiä — Мы — русские

б) подлежащее выражено делимым существительным:
- Kahvi oli hyvää — Кофе был хорошим
- Joskus elämä on vaikeaa — Иногда жизнь бывает сложной
- Aika on rahaa — Время — деньги

Предикатив характеризует предмет или человека с помощью глагола olla — быть. Сочетание подлежащего в партитиве с партитивным предикативом невозможно (ihmisiä on iloisia — неверно; верно — ihmiset ovat iloisia)
в) подлежащее выражено инфинитивом или придаточным предложением:
- On ilmeistä, että… — Очевидно, что…
- On parasta tehdä työtä — Самое лучшее — это трудиться

г) в предложении отсутствует подлежащее:
- Luennolla oli mielenkiintoista — На лекции было интересно

Дополнение в партитиве
Партитивное оформление прямого дополнения указывает на частичный охват объекта действием:
- Maalaan taloa — Я крашу дом
- Liisa kirjoittaa kirjettä — Лиса пишет письмо

В отрицании прямое дополнение выражается партитивной формой:
- En lukenut tätä kirjaa — Я не читал эту книгу
- Älä osta autoa! — Не покупай машину!

Партитив передает видовую несовершенность, процессуальность, незавершённость действия, которая переводится на русский язык глаголом несовершенного вида:
- Luen kirjaa — Читаю книгу
- Syön omenaa — Ем яблоко

Действие является незавершённым ни в настоящем, ни в прошлом времени
- Silja juo maitoa — Силья пьёт молоко
- Silja joi maitoa — Силья пила молоко

Партитив позволяет передать значение неопределённости объекта, неопределённого множества, части, неограниченного количества:
- He katsoivat kuvia — Они смотрели картины (вообще все картины)
- He katsoivat kuvat — Они смотрели картины (только эти)

Ряд глаголов сильного управления требует при себе только партитивного управления:
- Odottaa onnea — Ждать счастья
- Rakastaa lasta — Любить ребёнка
- Vihata naapuria — Ненавидеть соседа
- Kiinnostaa minua — Интересовать меня